# Onder den Sint-Maarten

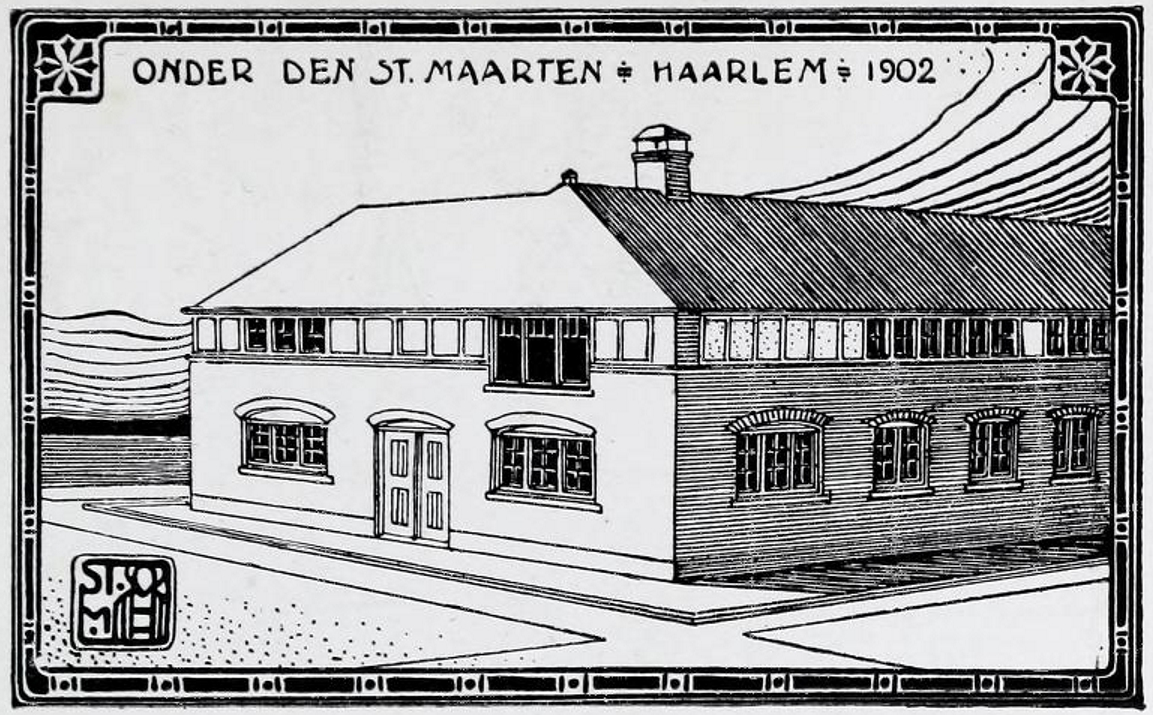
Onder den Sint-Maarten - Nieuwe fabriek te Haarlem, 1902

Onder den Sint-Maarten was een fabriek waar meubelen, serviezen, lamparmaturen en dergelijke in jugendstil werden vervaardigd. De fabriek werd in 1900 opgericht aan de Ruiterstraat te Zaltbommel en verhuisde in 1902 naar Haarlem en heeft daar tot 1936 bestaan. 

## Etymologie
Het bedrijf is vernoemd naar de Sint-Maartenskerk die toen, evenals nu, het stadsbeeld van Zaltbommel beheerste.

## Geschiedenis
De fabriek werd opgericht door Johan Adam Pool (Zaltbommel, 27 mei 1872- Rotterdam, 28 november 1948), die zoon was van een baksteenfabrikant. Hoewel hij afstudeerde als bouwkundig ingenieur begon hij, samen met een timmermansknecht, te experimenteren met het vervaardigen van meubelen, koperbeslag en koperen producten. Dit was aanvankelijk geen onverdeeld succes: de meubelen waren ongeschikt om te gebruiken, zoo nu en dan zakte je door een stoel heen en altoos zat je er ongemakkelijk op.
Hij nam zijn toevlucht tot een baan in de steenfabriek van zijn vader, maar dat beviel hem niet. Daarop ging hij werken voor een bouwkundig tijdschrift, waarvoor hij artikelen over de Wereldtentoonstelling van 1900 te Parijs moest schrijven. Te Parijs maakte hij kennis met het Engelse koperwerk dat hem zeer beviel, en ook zijn vroegere studievriend Karel Sluijterman raadde hem aan met het ontwerpen door te gaan. Na enkele strubbelingen kon hij een geschikte koperslager in dienst nemen en werd een koperslagerij opgericht die uiteindelijk vijf koperslagers telde. Hier werden klokken, kandelaars, lampen, serviezen en dergelijke vervaardigd. Daarnaast beschikte het bedrijf over een meubelmakerij waar men kasten, kapstokken, dressoirs en dergelijke vervaardigde, tot complete ameublementen toe. Sluijterman zou tot 1927 voor de fabriek blijven werken.
Aangezien de ruimte in de Ruiterstraat beperkt was, werden vanaf 1901 lokalen in de gemeenteschool gehuurd, doch een jaar later was ook deze ruimte te klein en nam men het bedrijf van Amstelhoek te Haarlem over. Dit bedrijf was in financiële moeilijkheden geraakt. In 1903 werd een nieuwe fabriek gebouwd aan de Schotersingel–Maarten Heemskerkstraat, ontworpen door J.A.G. van der Steur. Voor de fabriek kwam ook een oudhollands pleintje met dito pomp en gebouwtje, waarin de producten tentoongesteld werden.
De vestiging te Zaltbommel bleef nog tot 1904, wellicht tot 1906 in bedrijf, maar daarna vonden de activiteiten uitsluitend te Haarlem plaats, waar 65 tot 80 mensen werkzaam bleven. In 1936 kwam er echter een einde aan het bedrijf mede door veranderde mode en concurrentie van goedkopere, maar minder degelijke, waar. In naam bleef het bedrijf nog tot 1941 bestaan te Den Haag.
Het streekmuseum te Zaltbommel bezit een aantal voorwerpen welke door dit bedrijf werden vervaardigd.

## Trivia
- In 1902 werden twee werknemers ontslagen wegens roode beginselen: Zij waagden het namelijk om in Zaltbommel een afdeling van de SDAP op te richten.
- Eén van de klanten van de fabriek was Anton Philips, eveneens uit Zaltbommel afkomstig.
- Pool ontwierp in 1899 een smeedijzeren hek in Jugendstil voor het pand Boschstraat 18 te Zaltbommel. Dit hek is nog steeds zichtbaar in het straatbeeld.